# حوضه آبریز کویر لوت

موقعیت حوضه آبریز کویر لوت

حوضه آبریز کویر لوت یکی از حوضه‌های بستهٔ ایران است که در تقسیم‌بندی حوضه‌های آبریز ایران، حوضهٔ فرعی به شمار می‌رود و زیرمجموعهٔ حوضهٔ آبریز فلات مرکزی است. مساحت این حوضه، ۲۰۶٬۲۲۲ کیلومتر مربع است.

## جغرافیا
حوضه لوت منطقهٔ کم‌شیبی است که از شوره‌زارهای بزرگ و کوچک پوشیده شده‌است. این حوضه با رشته‌کوه‌هایی از حوضه‌های مجاور جدا می‌شود. از جمله، ناهمواری‌های آتشفشانی مربوط به دورهٔ ائوسن، آن را از حوضه دشت کویر جدا می‌کنند. ناهمواری‌های کم‌ارتفاعی نیز در شرق آن قرار دارند که باعث جدایی از حوضه مرزی شرق می‌شوند. تنها رود دائمی این حوضه، رود شور بیرجند است و می‌توان آن را یکی از خشک‌ترین حوضه‌های آبریز ایران دانست.
یکی از چاله‌های شمال حوضه، دق محمدآباد در شمال غربی بیرجند است که در ارتفاع ۱۳۰۰ متری قرار دارد. در غرب حوضه، رودهایی دائمی و نسبتاً پرآب از ارتفاعات کرمان جریان دارند که پیش از رسیدن به کویر به مصرف رسیده یا به سفره‌های زیرزمینی نفوذ می‌کنند. ولی در بخش شرقی و جنوبی آن، تنها رودها و مسیل‌های فصلی مشاهده می‌شوند.

## زیرحوضه‌ها
برپایهٔ دستور العمل تقسیم‌بندی حوضه‌های ایران، حوضهٔ آبریز کویر لوت به زیرحوضه‌های زیر تقسیم می‌شود:
| کد  | نام اختصاری زیرحوضه | مساحت کیلومتر مربع | تعداد زیرحوضه‌ها |
| --- | ------------------- | ------------------ | --------------- |
| ۴۶۱ | محمدآباد - عباس‌آباد | ۷٬۸۷۴              | ۲               |
| ۴۶۲ | کویر طبس            | ۱۲٬۵۱۴             | ۲               |
| ۴۶۳ | حمید - بهاباد       | ۱۵٬۴۸۰             | ۴               |
| ۴۶۴ | بیرجند - سرجنگل     | ۴۲٬۸۷۳             | ۵               |
| ۴۶۵ | غرب لوت             | ۱۳٬۹۵۷             | ۳               |
| ۴۶۶ | کهورک چاه غیب       | ۴۹٬۰۷۳             | ۶               |
| ۴۶۷ | شرق لوت             | ۳۵٬۸۲۸             | ۷               |
| ۴۶۸ | کویر سهل‌آباد        | ۲٬۴۸۹              | –               |
| ۴۶۹ | پهنهٔ کویر لوت       | ۲۶٬۱۳۴             | –               |